# 3-metoxitiramina
La 3-metoxitiramina (3-MT), también conocida como 3-metoxi-4-hidroxifenetilamina, es un metabolito del neurotransmisor dopamina formada por la introducción de un grupo metilo en la dopamina, reacción catalizada por la enzima catecol-O-metil transferasa (COMT). 3-MT puede ser posteriormente metabolizada por la enzima monoamino oxidasa (MAO) para formar el ácido homovainíllico (HVA), que luego es típicamente excretado en la orina.
Originalmente se pensó que era fisiológicamente inactivo, Recientemente se ha demostrado que 3-MT actúa como un agonista de la TAAR1.

## Ocurrencia
La 3-metoxitiramina se produce naturalmente en el cactus nopal (género Opuntia), y, en general, en toda la familia Cactaceae. También se ha encontrado en los tumores de las agallas de la corona en las especies de Nicotiana.